# Postman (Roman)
Postman (orig. The Postman) ist ein 1985 erschienener Science-Fiction-Roman des US-amerikanischen Schriftstellers David Brin. Die deutsche Erstausgabe erschien 1989 unter dem Titel „Gordons Berufung“ (übersetzt von Jürgen Langowski).

## Handlung
USA im Jahre 2013: Ein Atomkrieg hat die Welt verwüstet und die Zivilisation ist untergegangen. Die Menschen leben verstreut voneinander ohne Hoffnung.
Gordon Krantz wandert einsam durch die zerstörten Gebiete. Wenn er in Siedlungen kommt, gibt er eine Ein-Mann-Vorstellung um Essen zu bekommen. Dann wandert er weiter, ohne ein Ziel vor Augen zu haben.
Doch eines Tages findet er in einem verrosteten Postauto Unterschlupf und findet darin die Überreste eines Postboten und einige Säcke mit unzugestellten Briefen. Nachdem er die Gebeine bestattet hat, zieht er sich die Uniform an und nimmt die Postsäcke an sich, um die Briefe zuzustellen. Zunächst macht er das, um Unterkunft in einer Siedlung zu bekommen, doch nachdem er einige Briefe erfolgreich zustellen konnte, zieht er mit Briefen der Leute weiter. Als man ihm in der nächsten Siedlung den Eintritt verweigern will, erzählt er den Bewohnern, dass er ein Postbeamter der wiederauferstandenen Vereinigten Staaten sei. Mit dieser Lüge sät er in den Menschen Hoffnung und wird ein Held wider Willen. Nun gibt er sich Mühe, den Postversand wiederherzustellen.

## Auszeichnungen
Der Roman wurde mit dem Locus Award ausgezeichnet und war für Hugo Award und Nebula Award nominiert.

## Idee
Die Grundidee zu diesem Roman, also der Protagonist, der nach dem Zivilisationskollaps zufällig über einen toten Briefträger stolpert und anfängt, dessen Briefe zuzustellen, was zu einem Wiederaufleben des Postdienstes führt, basiert auf einem Nebencharakter aus dem Roman Luzifers Hammer von Jerry Pournelle und Larry Niven (1977).

## Verfilmung
Das Buch wurde 1997 von und mit Kevin Costner verfilmt. Aus dramaturgischen Gründen wurden Teile der Handlung weggelassen und verändert.

## Übersetzungen
- Russische: "Почтальон" („Briefträger“), 1995, 1998, 2002, 2004